# Nancye Wynne Bolton
Nancye Wynne Bolton (2 de dezembro de 1916 – 9 de novembro de 2001) foi uma tenista profissional australiana.

## Grand Slam finais

### Simples: 9 (6 títulos, 3 vices)
| Resultado | Ano  | Campeonato      | Oponente             | Placar        |
| --------- | ---- | --------------- | -------------------- | ------------- |
| Vice      | 1936 | Australian Open | Joan Hartigan        | 4–6, 4–6      |
| Campeã    | 1937 | Australian Open | Emily Hood Westacott | 6–3, 5–7, 6–4 |
| Vice      | 1938 | US Open         | Alice Marble         | 0–6, 3–6      |
| Campeã    | 1940 | Australian Open | Thelma Coyne Long    | 5–7, 6–4, 6–0 |
| Campeã    | 1946 | Australian Open | Joyce Fitch          | 6–4, 6–4      |
| Campeã    | 1947 | Australian Open | Nell Hall Hopman     | 6–3, 6–2      |
| Campeã    | 1948 | Australian Open | Marie Toomey         | 6–3, 6–1      |
| Vice      | 1948 | Australian Open | Doris Hart           | 3–6, 4–6      |
| Campeã    | 1951 | Australian Open | Thelma Coyne Long    | 6–1, 7–5      |